# Maurice Burton (Radsportler)
Maurice Burton (* 25. Oktober 1955 in London) ist ein ehemaliger britischer Radrennfahrer. Er war der erste schwarze britische Radsportmeister und Radprofi. Burton wurde wegen seiner Hautfarbe diskriminiert.

## Sportliche Laufbahn

### Als Amateur
1974 wurde Maurice Burton in Leicester britischer Meister über 20 Meilen auf der Bahn. Anschließend wurde er von einigen Zuschauer ausgebuht, und die Fachzeitschrift Cycling Weekly nannte seinen Sieg einen Hohn (travesty). Grund für diese Reaktionen war, dass Burton schwarz ist. Als er im Winter darauf nach Barbados eingeladen wurde, um dort Rennen zu fahren, wurde ihm vom britischen Verband British Cycling Federation untersagt, das Trikot des britischen Meisters zu tragen. Bei den dortigen Rennen schlug er den damaligen Weltmeister im Sprint, Daniel Morelon. Im Jahr darauf führte er die Mannschaft seines Clubs mit einem neuen nationalen Rekord zum Titel in der Mannschaftsverfolgung und wurde Vizemeister im Zweier-Mannschaftsfahren mit Steve Heffernan. Trotz dieser hervorragenden Leistungen  nominierte ihn der Verband zu seiner großen Enttäuschung nicht für die Olympischen Sommerspiele in Montreal. In einem Interview im Jahr 2020 zeigte er sich überzeugt, dass er wegen seiner Hauptfarbe übergangen worden sei, ebenso bei der Nominierung für Weltmeisterschaften. Er gewann 1975 das Rennen The Golden Wheel, ein traditionsreiches internationales Bahnrennen in London.

### Als Profi
Daraufhin wurde Burton Radprofi und zog für einige Jahre nach Gent in Belgien. Von dort aus war es einfacher, Rennen auf dem Kontinent zu bestreiten; zudem waren belgische Radsportler wie Patrick Sercu und Eddy Merckx seine Vorbilder. Er startete bei 46 Sechstagerennen, ohne jedoch ein einziges Mal auf dem Podium zu stehen. Seine besten Ergebnisse waren fünfte Plätze, so etwa 1980 beim Sechstagerennen von Berlin gemeinsam mit Roman Hermann. Im selben Jahr wurde er Vierter der Bahn-Europameisterschaften im Zweier-Mannschaftsfahren. 1984 stürzte Burton beim Sechstagerennen in Buenos Aires schwer und musste anschließend seine sportliche Karriere beenden. Zunächst arbeitete Maurice Burton in London als Fahrradkurier, bis ihm jemand ein Fahrradgeschäft zum Kauf anbot, das er noch heute (2013) unter dem Namen De Ver Cycles führt.

## Ehrungen
2020 wurde ein Radschnellweg in London nach öffentlicher Abstimmung nach Maurice Burton benannt. 2023 wurde Burton in die British Cycling Hall of Fame aufgenommen.

## Familie
Burton ist der Sohn eines Jamaikaners und einer englischen Mutter. Sein Sohn ist Germain Burton, der schon einen nationalen Junioren-Titel errang und 2012 im  Junioren-Rennen bei den UCI-Straßen-Weltmeisterschaften 2012 antrat. Er hörte jedoch 2016 überraschend mit dem Radsport auf, obwohl er weiterhin auf Bahn und Straße erfolgreich war. Die Gründe für seine Entscheidung wurden nicht öffentlich; es nicht erwiesen, ob es einen Zusammenhang mit dem Mobbing und Rassismus in den Reihen von British Cycling gab, über die Sportler öffentlich geklagt hatten.